# Iahidnea, Kameanka-Buzka
Iahidnea (în ucraineană Ягідня) este un sat în comuna Zubiv Mist din raionul Kameanka-Buzka, regiunea Liov, Ucraina.

## Demografie
Componența lingvistică a localității Iahidnea
     Ucraineană (100%)
Conform recensământului din 2001, toată populația localității Iahidnea era vorbitoare de ucraineană (100%).